# Primnoella compressa
Primnoella compressa är en korallart som beskrevs av Kükenthal 1908. Primnoella compressa ingår i släktet Primnoella och familjen Primnoidae. Inga underarter finns listade i Catalogue of Life.